# Ignosticisme
L'ignosticisme és la posició respecte a la creença en Déu en què en primer lloc se'n qüestiona la definició. L'ignòstic es pregunta: "¿Què s'entén per Déu?", per a, un cop coneguda la resposta, poder comprovar si existeix o no existeix. Aquesta postura filosòfica dona una gran importància al concepte de Déu i a altres conceptes teològics abans d'argumentar sobre la probabilitat de la seva existència, al contrari d'altres posicions teològiques o metafísiques (incloent-hi l'agnosticisme). El terme ignosticisme va ser encunyat pel rabí Sherwin Wine, fundador del judaisme humanista.
L'ignosticisme es pot definir com un qüestionament que abasta dos punts de vista sobre l'existència de Déu: 
- La definició de Déu. El primer punt de vista és que una definició coherent de Déu ha de ser presentada abans de discutir-ne l'existència. A més, si aquesta definició no pot ser falsable, l'ignòstic pren la posició no cognitivista teològica que tal qüestió sobre l'existència de Déu, per definició, no té sentit. En aquest cas, el concepte de Déu no es considera sense sentit, però el terme Déu es considera que no té sentit.
- Què s'entén per Déu? El segon punt de vista és veure-ho com a sinònim del no-cognitivisme teològic, i se salta el pas de la primera preguntant "què s'entén per Déu?" abans de proclamar sense sentit la pregunta originària "existeix Déu?".

Alguns filòsofs han vist l'ignosticisme com una variació d'ateisme o agnosticisme, mentre que d'altres han considerat que és diferent. Un ignòstic no pot dir si és teista o ateu fins que es presenti una millor definició del teisme.